# Gli scaldapanchina
Gli scaldapanchina (The Benchwarmers) è un film del 2006 diretto da Dennis Dugan, e interpretato da Rob Schneider, David Spade e Jon Heder. Il film, distribuito dalla Sony Pictures, è uscito nei cinema statunitensi il 6 aprile 2006 e nelle sale italiane il 7 luglio 2006.

## Trama
Dopo essere stati per tutti gli anni delle scuole superiori gli zimbelli dell'istituto, vittime di bullismo ed umiliazioni, Gus, Richie e Clark, arrivati ormai ai trent'anni, decidono di prendersi una rivincita. I tre amici, aiutati economicamente da Mel, un altro nerd della scuola diventato ricchissimo con gli anni, con il preciso scopo di prendersi una rivalsa sui bulli che durante l'adolescenza gli resero la vita impossibile.

## Riconoscimenti
- 2006 - Razzie Awards
  - Candidatura per il peggior attore protagonista a Rob Schneider
- 2006 - Teen Choice Awardss
  - Candidatura per la miglior coppia cinematografica a David Spade, Jon Heder e Rob Schneider
  - Candidatura per la miglior commedia
  - Candidatura per il miglior combattimento cinematografico a Jon Heder
  - Candidatura per il miglior attore in una commedia a Jon Heder